# Varga László (játékvezető, 1950)
Varga László (Budapest, 1950. január 31. –) magyar nemzeti labdarúgó-játékvezető, nemzetközi partbíró, asszisztens. Polgári foglalkozása: iskolaigazgató, tanár

## Pályafutása

### Labdarúgó-játékvezetőként

#### Nemzeti játékvezetés
1987-ben lett az országos, NB II-es, majd 1991-ben az NB I-es játékvezetői keret tagja. Az őszi bajnokságban, a Pécs–Vác (1:0) bajnoki találkozón debütált az NB I-ben. A FIFA 1993-ban elrendelte a nemzeti- és nemzetközi partbírói keret felállítását, ahova Varga is bekerült. 1993-ban, az MTK–Pécs (1:1) bajnoki találkozó irányításával búcsúzott el a játékvezetéstől, FIFA partbíró lett. Első ligás mérkőzéseinek száma 50.

#### Nemzetközi játékvezetés
A Magyar Labdarúgó-szövetség Játékvezető Bizottsága (JB) terjesztette 1993-ban fel nemzetközi partbírónak, a Nemzetközi Labdarúgó-szövetség (FIFA) partbíróinak keretébe. Több nemzetek közötti válogatott- és klubmérkőzésen lehetett a működő játékvezető segítő partbírója. Márton Sándor társával sokáig Puhl Sándor segítői voltak. A világbajnokságot követően nem minősítették vissza játékvezetőnek, amiért megsértődött a JT elnökségére. 1998-tól a lehető legtöbb fórumon feljelentette a Nagy Miklóst, a JT elnökét, valamint az elnökség tagjait.

##### Európa-bajnokság
Svédországban rendezték a IX., az 1992-es labdarúgó-Európa-bajnokság záró szakaszát, ahol a Franciaország–Anglia (0:0) csoportmérkőzést vezető Puhl Sándor – asszisztensei: Szilágyi Sándor és Varga László – negyedik játékvezető Varga Sándor lehetett.

## Családi kapcsolat
Édesapja elismert játékvezető, majd a Budapesti Labdarúgó-szövetség Játékvezető Bizottságának (JB) elnökségében társadalmi munkájával segítette a fiatalok útba indítását.